# سیمون استز
سیمون استز (انگلیسی: Simon Estes؛ زادهٔ ۲ مارس ۱۹۳۸) یک نوازنده، و خواننده اهل ایالات متحده آمریکا است.